# Gustaaf Boesman
Gustaaf Boesman (19 januari 1899 - plaats en datum van overlijden onbekend) was een Belgisch voetballer die speelde als middenvelder. Hij voetbalde in Eerste klasse bij ARA La Gantoise en speelde 20 interlands met het Belgisch voetbalelftal.

## Loopbaan
Boesman begon in 1914 bij Ganda FC, een ploeg uit Gent te voetballen en transfereerde naar ARA La Gantoise in 1920, dat actief was in Eerste klasse. Hij bleef er op het hoogste niveau spelen tot in 1929, het jaar dat La Gantoise degradeerde naar Tweede klasse. In totaal speelde Boesman 204 wedstrijden in Eerste klasse en scoorde hierbij 25 doelpunten.
Tussen 1926 en 1929 speelde Boesman 20 wedstrijden met het Belgisch voetbalelftal maar kon hierin geen doelpunten scoren. Hij nam deel aan de Olympische Zomerspelen 1928 in Amsterdam en speelde er drie wedstrijden. Na de degradatie van zijn club werd Boesman niet meer geselecteerd voor de nationale ploeg.